# Igor Netto
Igor Aleksandrovich Netto - em russo, Игорь Александрович Нетто (Moscou, 9 de janeiro de 1930 - Moscou, 30 de março de 1999) - foi um jogador de futebol russo de etnia estoniana, considerado um dos maiores jogadores da Seleção Soviética de Futebol.
Netto foi o primeiro homem a erguer a taça da Eurocopa, em meio ao período de nove anos em que foi o capitão da sua seleção. Além de líder, era visto com um membro de muito dinamismo e versatilidade na retaguarda, ora como lateral-esquerdo e ora como volante, sabendo mesclar mentalidade ofensiva com auxílio na contenção de adversários.
Somente ele, Lev Yashin e Anatoliy Maslyonkin estiveram presentes tanto no título olímpico de 1956 como no da Eurocopa 1960, sendo Netto e Yashin justamente a dupla de futebolistas melhor remunerada na seleção naquele período. Também foi o capitão soviético nas Copas do Mundo FIFA de 1958 e de 1962, na qual notabilizou-se pelo fair play de comunicar a arbitragem sobre a irregularidade de um gol da própria equipe, ocasionando a anulação do ponto.
Netto foi o primeiro futebolista a chegar a 50 partidas por sua seleção. Desde então, cada jogador que chegou a esse número pela extinta União Soviética ou pela sucessora seleção russa integra o chamado "clube Igor Netto".

## Origem
O sobrenome de Netto é herança de antiga ancestralidade latina; em 1958, conversando com o veículo brasileiro Jornal dos Sports por ocasião da Copa do Mundo daquele ano, teria declarado, para reportagem que assinalou também que era pronunciado como "Nieto" pelos russos, que: "de fato, minha raiz é portuguesa. Entretanto, não falo português. Não havia razão para aprender português, tendo eu nascido e me criado aqui. Tendo meus pais nascidos e criados na União Soviética". O mesmo jornal, no ano seguinte, teceu, todavia, que o jogador "ignorava" o "parentesco" com portugueses.
Em outra versão, o sobrenome teria origem italiana, conforme depoimento dado em 2016 pelo irmão mais velho de Igor, Lev Netto, ainda vivo àquela altura. O ancestral italiano teria emigrado para a Estônia ainda no século XVIII, contratado por um fazendeiro alemão  residente na antiga Livônia, vindo a radicar-se definitivamente na nova morada e se assimilado aos locais. Os pais de Lev e de Igor — Aleksander Netto e Julija Tamm — eram ambos estonianos (ele, de Valga e ela, de Viljandi), tendo se estabelecido em Moscou em função do comunismo convicto do casal na Revolução Russa de 1917, através da qual se conheceram; o irmão mais velho de Igor, Lev, teria sido assim nomeado precisamente em homenagem a Lev Trótski.
A despeito da origem familiar, Igor foi educado na língua russa, diante do temor dos pais com a possibilidade do Grande Expurgo fazer a família ser considerada espiã, sabendo o futebolista apenas rudimentos e xingamentos da língua estoniana. Com efeito, seu irmão Lev, nascido em 1925 e ainda alfabetizado no idioma dos pais, chegaria a ser aprisionado em gulag da siberiana Norilsk apesar de ter servido o Exército Vermelho na Segunda Guerra Mundial. Apesar disso e da russificação, Igor também aprendeu inglês, sendo inclusive fã de jazz.
Sua voz anasalada, seu nariz saliente e seu jeito de andar (com as pontas dos pés viradas para fora) renderam-lhe o apelido de "Ganso" (Gus, no original russo); também era chamado pelo carinhoso diminutivo "Igorek".

## Carreira

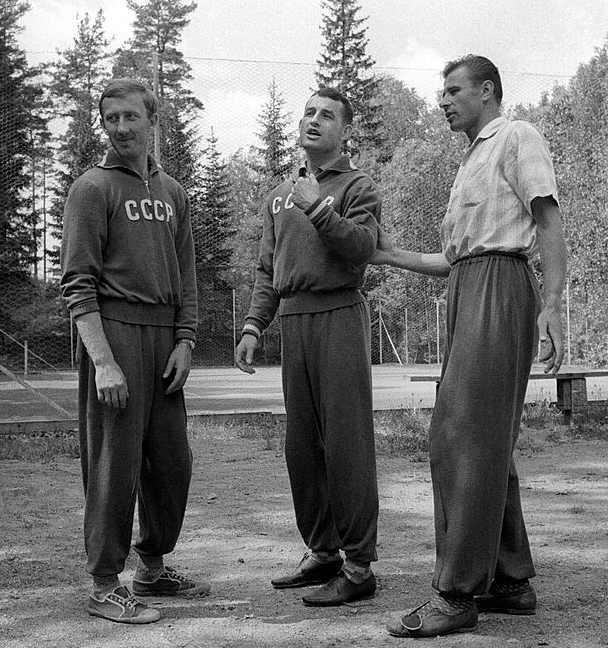
À esquerda, juntamente com Sergey Salnikov (centro) e Lev Yashin na concentração da Seleção Soviética na Copa do Mundo FIFA de 1958.

Começou na defesa, na lateral-esquerda, mas, devido à sua mentalidade ofensiva, acabou rumando para o meio de campo. Preferia os passes curtos, diante da maior precisão que possibilitavam, mas também possuía rara habilidade entre os russos para driblar. Em clubes, jogou apenas pelo Spartak Moscou, o qual começou a defender em 1949, tanto no futebol como no hóquei sobre gelo; era então comum que ambos os esportes fossem conciliados por boleiros soviéticos, os quais mantinham-se ativos praticando hóquei no inverno e o futebol nas demais estações do ano, a exemplo do próprio Lev Yashin no rival Dínamo Moscou. Netto acabou por focar somente no futebol depois de uma lesão no hóquei obriga-lo a afastar-se dos rinques e causar receio de que o jogo mais físico no gelo lhe "aleijasse" para os gramados.
No futebol, Netto foi cinco vezes campeão do campeonato soviético, nas temporadas de 1952, 1953, 1956, 1958 e 1962; e venceu também as Copas da URSS de 1950, 1958, 1963, em carreira longeva possibilitada também pela grande autodisciplina física. Contudo, ao longo desse tempo os clubes soviéticos ainda não se permitiam a participar dos torneios da UEFA, algo só alterado a partir de 1965, embora tanto o Spartak como o rival Dínamo houvessem sido convidados para disputar a edição inaugural (a de 1955–56) da Liga dos Campeões da UEFA. Isso não impedia excursões internacionais para amistosos, chegando Netto e o Spartak a viajarem pela Iugoslávia em 1955, pela Itália em 1957, pela Turquia em 1958 e pelo Brasil em 1959.
Defendeu a seleção da URSS 54 vezes, marcando 4 gols. Por ela, ganhou a medalha de ouro nas Olimpíadas de 1956 e a Eurocopa de 1960, além de ter ido para duas Copas do Mundo (as de 1958 e 1962) e também para a Olimpíadas de 1952, o primeiro torneio de futebol disputado pelos soviéticos. Naquela ocasião, era o mais novo integrante do elenco, sendo convocado exatamente pela grande técnica que já esbanjava no Spartak. Já na Copa de 1958, era visto como o melhor jogador soviético.
No Mundial de 1962, a partida contra o Uruguai foi a terceira para ambas na fase de grupos, sem que nenhuma das equipes houvesse já garantido antecipadamente a classificação - os adversários precisavam vencer para não depender do resultado paralelo entre Iugoslávia e Colômbia. Mesmo assim, Netto com o duelo ainda empatado em 1–1, Netto comunicou a arbitragem acerca da irregularidade do que seria o segundo gol soviético, de Igor Chislenko. No minuto final, a URSS conseguiu outro gol, com Valentin Ivanov, e o resultado de 2–1. Netto assim comentou seu gesto de fair play:
| “ | A bola sobe na rede no canto superior direito. Todo o nosso pessoal que estava longe do local dos acontecimentos levanta as mãos com alegria - gol! Mas o goleiro Sosa e vários outros jogadores da seleção uruguaia correram para o juiz, provando que não houve gol, que a bola entrou pelo lado de fora da rede, por um furo nela. O juiz permanece inflexível, apontando para o centro. Os jogadores de futebol uruguaios gritam e agitam os braços, tentando provar que têm razão. A situação dentro de campo está piorando. Pessoalmente, também me pareceu que a bola entrou na baliza pelo lado de fora. Corri até Chislenko: 'Igor, foi gol?' pergunto a ele. 'Não', respondeu Chislenko sem hesitação. Depois eu, como capitão, aproximei-me do árbitro italiano e, da melhor maneira que pude, expliquei-lhe com gestos: 'Não houve gol'. Ele me agradeceu e anulou o gol. Bem, para ser sincero, me senti aliviado. Jogamos um futebol limpo. | ” |

Netto foi capitão da URSS por nove anos, e, embora bem-humorado na vida pessoal, era visto como um crítico severo dos erros dos companheiros, sem fazer distinções quando julgava necessário corrigi-los. No Spartak, revezava-se no posto com Nikita Simonyan, que assumiria: "admito que, como capitão, estava várias ordens de grandeza abaixo dele. Igor não tolerou indiferença, negligência ou violação da disciplina de jogo e durante a partida não economizou em palavras duras, trazendo ordem ao time. Devido ao meu caráter, não consegui falar com os jogadores de forma tão exigente".

## Após parar
Encerrou a carreira de jogador em 1966, passando a ser técnico inicialmente de hóquei sobre gelo, mas também virou treinador de futebol. Treinou outros clubes, mais modestos, além da seleção iraniana. Contudo, nunca obteve os mesmos êxitos dos tempos de jogador; observadores apontavam que, mesmo empregado quase sempre em equipes modestas, tentava replicar nos comandados seu próprio estilo dos tempos em que jogava, sem adaptar-se às peculiaridades de cada um que dirigia.
Em 1991, ele ainda conseguia tecer comentários sobre o futebol soviético de então. Contudo, ao longo da década de 1990, desenvolveu mal de Alzheimer, levando-o a ser deixado pela esposa, também idosa e se vendo incapaz de cuidar também dele, que passou a morar com a família do irmão Lev Netto. Em 2010, o fim da vida foi assim descrito: "a memória falhava nos momentos mais inoportunos. Não conseguia desligar o gás, perdia as chaves do apartamento ou se perdia no caminho para casa. Às vezes, de repente, ele fazia as malas, vestia o uniforme esportivo e começava a esperar o ônibus do clube, que o levaria aos treinos".

## Títulos
Spartak Moscou
- Campeonato Soviético de Futebol: 1952, 1953, 1956, 1958 e 1962
- Copa da URSS: 1950, 1958, 1963

Seleção Soviética
- Medalha de ouro nos Jogos Olímpicos: 1956
- Eurocopa: 1960